# François Pallu
François Pallu (1626-1684) là một Giám mục Công giáo người Pháp. Ông là một thành viên sáng lập của Hội Thừa sai Paris và là một nhà truyền giáo ở châu Á. Ông cùng với Pierre Lambert de la Motte là hai Giám mục đầu tiên cai quản mục vụ tại Việt Nam, đồng thời cũng là Giám mục tiên khởi của Giáo phận Phúc Kiến (nay là Giáo phận Phúc Châu, Trung Quốc).

## Tiểu sử
François Pallu sinh ngày 31 tháng 8 năm 1626 ở Indre-et-Loire, (Tours, Pháp). Xuất thân trong một gia đình Công giáo lớn, năm 1650, ông thụ phong linh mục và làm công tác mục vụ tại Tours, nơi cha ông làm thị trưởng.
Một lần Pallu đã gặp gỡ với một linh mục Dòng Tên là Alexandre de Rhodes, được mời cộng tác và trở thành một giáo sĩ tình nguyện truyền giáo ở châu Á. Ông cùng với Pierre Lambert de la Motte và Ignace Cotolendi được gửi đến Viễn Đông làm công việc truyền giáo như các tông đồ.

### Con đường truyền giáo
Ngày 29 tháng 7 năm 1658, Giáo hoàng Alexanđê VII ban hành Đoản sắc bổ nhiệm các tân Giám mục Lambert de la Motte và François Pallu làm Đại diện Tông tòa tại Đại Việt. Giám mục Pallu được Tòa Thánh ủy nhiệm coi sóc Giáo phận Đàng Ngoài của Đại Việt . Ngày 17 tháng 11 năm 1658, tại đền Thánh Phêrô, Hồng y Tổng trưởng Bộ Truyền giáo Antonio Barberini đã cử hành lễ tấn phong Giám mục hiệu tòa Heliopolis cho Linh mục François Pallu, với sự phụ tá của Tổng Giám mục Lorenzo Gavotti và Giám mục Marco Antonio Bettoni.
Năm 1661, François Pallu đến châu Á bằng đường bộ, sau gần hai năm đi, ông đã đến Vương quốc Xiêm La, nơi đó có Pierre Lambert de la Motte đang chờ ông. Trong khi chờ tình hình thuận lợi để vào nhiệm sở tại Đại Việt, hai Giám mục và các linh mục của Hội truyền giáo Paris họp Công nghị tại Juthia vào cuối năm 1664 đến ngày 6 tháng 1 năm 1664 thì bế mạc.
Ngày 17 tháng 1 năm 1665, Pallu ủy thác giáo phận nhiệm sở của mình cho Giám mục Lambert giám quản để về Pháp lo xây dựng Hội Thừa sai Truyền giáo Hải ngoại Paris và lập Chủng viện đào tạo các linh mục Thừa sai Paris đi truyền giáo ở Viễn Đông.
Ngày 3 tháng 9 năm 1673, Giám mục Pallu trở lại Juthia, ông chuẩn bị ra nhiệm sở Đàng Ngoài lần thứ hai.
Ngày 20 tháng 8 năm 1674, Giám mục rời Juthia xuống tàu buôn của một thương gia Pháp, trực chỉ Đàng Ngoài. Khi tàu đi vào hải phận Thuận Hóa, bão lớn đánh giạt tàu sang tận Philippin. Ngày 19 tháng 10 năm 1674, chính quyền thực dân Tây Ban Nha tại Philippin bắt giam ông vì nghi ngờ là gián điệp của Pháp. Ông bị giam giữ 3 tháng ở Manila. Sau khi được trả tự do, François Pallu đến gặp Bề trên Tỉnh Dòng Đaminh Mân Côi ở Manila, nhờ cử người sang Đàng Ngoài hỗ trợ lực cho công cuộc truyền giáo. Tỉnh Dòng Đaminh Mân Côi ở Manila đã cử 2 giáo sĩ là Juan de Santa Cruz và Juan de Arjona sang Phố Hiến (Hưng Yên) Đàng Ngoài vào ngày 7 tháng 7 năm 1676, mở đầu giai đoạn truyền giáo cho miền Đông Đàng Ngoài sau này.
Ngày 1 tháng 6 năm 1675, Giám mục Pallu rời Philippin về Roma. Ông đệ đơn xin từ chức Đại diện Tông Tòa Giáo phận Đàng Ngoài bắt đầu từ tháng 11 năm 1679.
Ngày 1 tháng 4 năm 1680, Tòa Thánh thành lập Giáo phận Phúc Kiến và bổ nhiệm ông làm Giám quản Tông Tòa, coi sóc mục vụ ở 9 tỉnh và các hải đảo phía Nam Trung Quốc. Năm 1681, từ Roma, Pallu đi Xiêm và đến hải phận Hoa Nam thì bị nhà Minh bắt giam ở Đài Loan một thời gian. Sau khi được trả tự do, ông tiếp tục qua Phúc Kiến ngày 27 tháng 1 năm 1684. Ông tá túc tại một làng nhỏ tên là Chen Châu ở tỉnh Phúc Kiến.
Giám mục François Pallu làm việc tại giáo phận của ông được 9 tháng thì bị kiệt sức và qua đời ngày 29 tháng 10 năm 1684 tại làng Mai Dương (Mo-yang), huyện Phúc Ninh (Fon-Ning), tỉnh Phúc Kiến, hưởng dương 58 tuổi.
Ông được an táng trong nghĩa trang "Núi Thánh". Năm 1959 ông được cải táng và đưa di cốt về trụ sở Hội Truyền giáo ở Paris.

### Mục vụ tại Việt Nam
Giám mục François Pallu là Đại diện Tông Tòa tiên khởi của Giáo phận Đàng Ngoài và là một trong 2 Giám mục tiên khởi tại Việt Nam. Ông là người mở đầu giai đoạn truyền giáo tại Đông Đàng Ngoài của các giáo sĩ Đa Minh thuộc Tỉnh Dòng Mân Côi Manila.
Từ cuối năm 1679, tuy không còn là Đại diện Tông Tòa Đàng Ngoài, nhưng năm 1681, François Pallu đã cử người qua Thăng Long xin triều kiến vua Lê và chúa Trịnh dâng tặng vật và quốc thư của Hoàng đế Pháp Louis XIV xin triều đình Đàng Ngoài cho Công ty Đông Ấn được mở thương điếm ở Bắc Hà, lấy lý do này mà các giáo sĩ Thừa sai Paris có thể quá giang qua truyền giáo ở Đàng Ngoài dễ dàng hơn.
Tháng 9 năm 2009, phái đoàn Giám mục Việt Nam đã đệ trình hồ sơ xin phong Chân phước cho hai Giám mục Lambert de la Motte và Pallu vì đóng góp của hai Giám mục với Giáo hội Công giáo Việt Nam.